# 皇甫惠貞
皇甫惠貞（藝名：皇甫，前譯皇甫惠靜，洋名：Estella，1980年8月16日—），韓國歌手，前韓國女子組合Chakra隊長。

## 經歷

### 童年（1980－1997）
皇甫出生於韓國首爾市，家中成員除父母外尚有位感情深厚的哥哥，父親在她年幼時做著焊接和底盤操作的工作，家中並不富裕，對此她在個人電子專欄及媒體訪問中回憶：
|  | 小時曾聽見過媽媽和阿姨的對話，父親在很忙的焊接工作中曾穿著工作服去了婚禮場所，也送了紅包，但是工作服的顏色犯了禁忌，人們沒能讓父親進食堂，於是當父親下班回家時，看見父親的髒衣服便默默的流下了淚水，雖然家中沒有很多的米飯可分食給孩子但不致於到餓著肚子的程度，只是不能隨意的買流行的衣服或鞋子。 |

並且在從事演藝工作前的二十年間都是居住在地下室，因此洪水來就得趕緊去避難，也因為生活的時間過久以至於她的氣管出現問題造成現在較為低沉的嗓音，更為了減輕家中負擔從中學開始累積許多的打工經驗，凡舉一般炸豬排店的服務員、送報生、推銷紅蔘汁等都有她努力生活的痕跡。此外，母親也曾於皇甫的成長過程中進行過兩次的胃癌手術。然而即使童年生活艱辛，她仍將一切轉化為人生的養分堅毅地成長。

### 出道（1998－1999）
原本皇甫小時的夢想是當個女軍人或女員警，也因此開始跆拳道訓練，還達到跆拳道三段的程度。卻在進入高中之後嚮往了演技，因此申請了瑞逸大學戲劇電影系也意外地錄取了。高中畢業前夕，應熟人的邀請，開始在清潭洞的一家義大利麵店打工。一天，演員李惠英進來用餐，剛好她所知有個印度風的組合企劃正在構想中，對皇甫異國的外貌和黝黑的皮膚印象深刻。於是詢問皇甫“做歌手怎麼樣?”，剛開始的時候皇甫無條件地拒絕。可是李惠英和李尚敏連續一個月幾乎每天到皇甫打工的店裡說服她，並且在皇甫詢問父親的意見卻神奇的得到了父親的允許後，在1999年以14人大型Hip Hop組合Bros的Rapper嶄露頭角。

### 成名（2000－2006）
2000年四人女子組合Chakra誕生。特殊地Chakra給歌謠界帶來了新的風潮。Chakra出道年度在MBC、 SBS、 MNET 、KMTV 、金唱片賞上包攬了新人賞。可是跟華麗的表面不同，Chakra成員內心非常辛苦。雖然宣傳時期日夜趕著行程有著許多表演的舞臺，陸續發表著作品，實際上成員們的收入卻微乎其微。因此在這樣的情況下，2001年成員李妮退出了，2004年成員鄭麗媛也離開了接著2005年成員李恩也因為公司資金調度困難，成員甚至不能按時拿到薪資連帶著5輯無法如期發行而退出了組合，僅剩2名成員的Chakra，皇甫作為隊長，儘管希望自己的組合能夠永遠存在下去。但是成員們有不同的想法，這也是無可奈何的事情。於是在2006年無奈的接受著組合解散與被迫背負經紀公司惡意倒閉的債務，開始了一段看似華麗實際略顯悲涼的演藝生活。在這段經歷裡皇甫曾於訪問中表達了自己的心情：
|  | 剛出道的時候，住在中華洞的地下室裡，每天只能靠炒年糕充飢，一天最忙的時候要趕10個以上通告，通訊設備也被沒收。發一輯的時候真得很想不成功，那樣就可以結束合約不用繼續做下去了。但仍感謝李尚民，因此簽給他的CD上寫著：謝謝你發掘我，把我打造成明星。 |

### 轉型（2007－2012）
《Lady in Black》（2007年）
2007年皇甫屬13 Creative Unit；3月其個人正規專輯發行。此為皇甫在2006年Chakra解散沉寂一年後所發行的作品。專輯由製作過曹誠模、李孝利、SG Wannabe等多位歌手的作曲家安政勳負責籌備打造，而一直以強悍形像出現在大眾面前的她在這次的專輯中以充滿成熟女人香氣的形像復出。推出前即於2月24日MBC音樂節目《Show! 音樂中心》進行主打歌曲〈連淚水也抱歉〉的個人出道舞台，而後持續進行為期兩個月的宣傳行程，5月她剪去一頭長髮以出道以來首度嘗試的短髮造型宣傳後續曲〈墜入愛河了嗎〉。期間因個人獨到的風格亦獲邀主持韓國有線音樂頻道MTV Beauty model選拔節目「Make it beauty」。

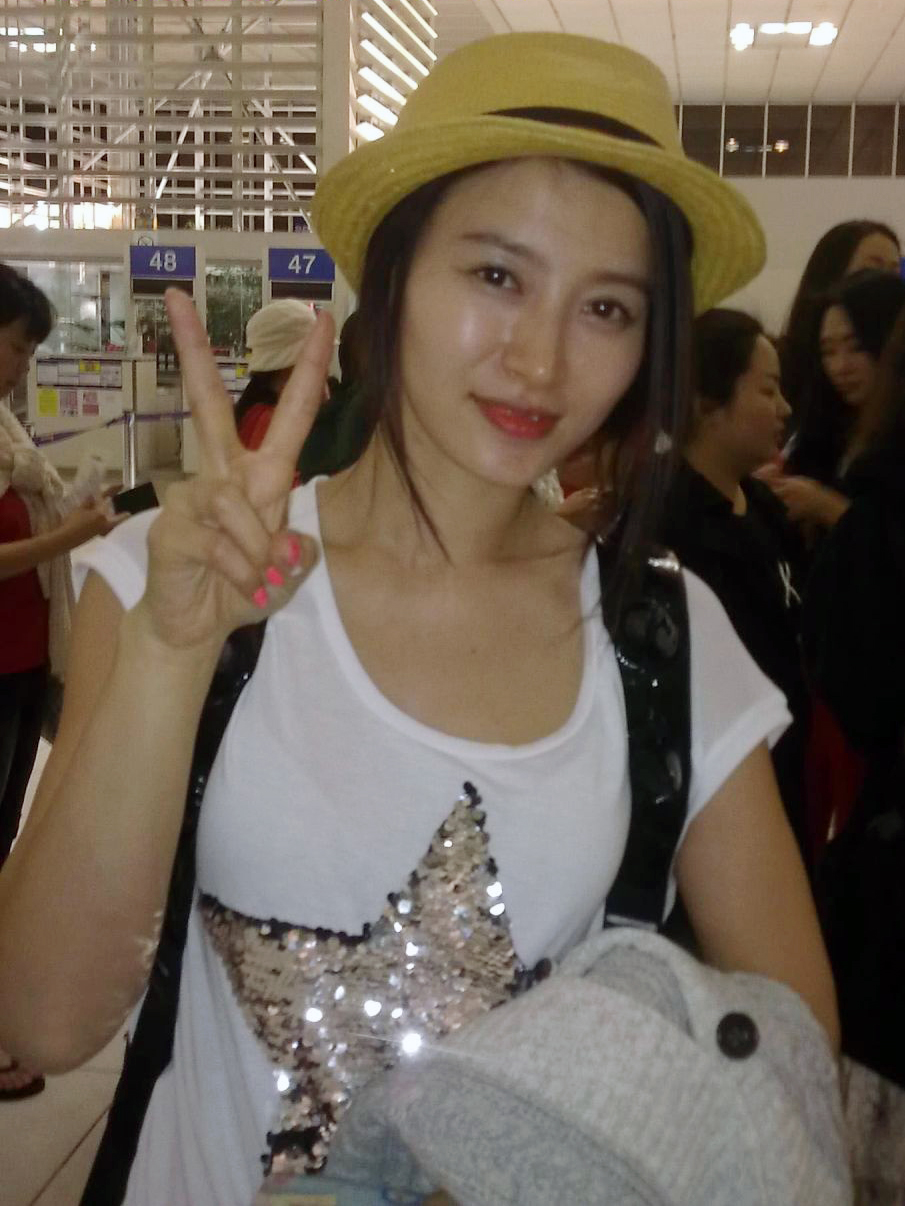
20120331
Hwangbo at Manila airport

《我們結婚了》及《Gift For Him》（2008年）
重心轉往主持綜藝發展的2008年；4月與其餘五名演藝人員共同主持MBC有線頻道MBC Every1女子型態綜藝「無限Girls」。同月亦進行拍攝明星夫婦假想結婚真人實境秀「我們結婚了」，與韓國流行男子組合SS501隊長金賢重搭檔，以相差六歲的年距成為節目史上第一對年上年下組合，節目中與金賢重真心實意的演出獲得眾多海內外觀眾們的喜愛，並於12月底以近八萬的得票數獲得該年度MBC放送演藝大賞「Best couple」的獎項。7月發行首張數位單曲「Gift For Him」，由沈泰允親自監督製作，組合酷龍成員具俊曄擔任混音及編舞，主打歌曲〈Get Hot〉曲目類型為歐洲流行已久的HOUSE電子樂，搭配歐洲流行的Tecktonick舞蹈引領了一陣風潮，更於該年度獲得『大韓民國演藝藝術賞DANCE歌手賞』的殊榮，以居高不下的人氣成功地開創自身演藝生涯的第二高峰。
《R2song》（2009年）
轉入好友沈泰允設立的個人獨立經紀公司Shimty company；4月發行單曲「無法相信的話」，此曲原為2005年韓國戲劇《宮》的電視原聲帶歌曲，男聲版本由沈泰允所演唱。個人首張迷你專輯「R2song」則於2009年8月發行，其英文版本先行於7月在歐洲最大的House音樂網站junodownload.com公開，發片後一周隨即從排行榜第四名的位置火速登上單曲榜冠軍。主打歌曲〈R2SONG〉英文版本由2009年在junodownload.com舞曲排行第2順位的混音師DJ-postino進行混音。韓文版本發行的同時，MV因韓國媒體認定畫面過於煽情而遭禁播。宣傳期間因赴地方錄製其主持之MBC週末綜藝「意外的財富」意外遭遇車禍，所幸並無人員傷亡。11月獲韓國文化部評選為該年度『第17屆大韓民國文化演藝大賞歌謠部門10代歌手賞』得主。
《金課長&李代理》及《我依然美麗》（2010年）
2010年重拾演員身份，10月出演韓國經濟TV首部經濟跨媒體製作的一系列生動刻劃職場工作者悲歡的電視劇「金課長&李代理」。同月發行數位單曲「我依然美麗」，依舊由沈泰允親自監督製作，MV則由김정수導演以失去的愛和悲傷與恢復為概念拍攝。當週發行即在Gaon數位音源綜合排名獲第64名的成績。
《Oh my god》《修女也瘋狂》與《愛情能用錢買嗎》（2011年-2012年）
暫別唱片圈著重於主持與戲劇的2011年；8月皇甫接演SBS有線頻道SBS plus自制韓國夫婦共感情境劇「Oh my god」，飾演領袖魅力的新婚妻子一角，首集收視率立即上升至有線頻道1位的熊熊氣焰實證了皇甫的不凡魅力。11月投入跨年度為期3個月四十場的音樂劇「修女也瘋狂」現場演出，因展現堅強的歌唱實力獲得好評。2012年3月甫結束前作未滿一個月的時間即參演MBN周末特別企劃系列短劇「愛情能用錢買嗎」，劇中飾演女主角好友，自然而生動地演技獲得不錯的評價。時至今日，皇甫以演員、歌手、主持人等多重演藝類型在韓國國內穩定的活動中。

### 沉潛（2013－2014）
自2012年6月開始皇甫僅固定主持節目「無限女孩」無再有任何個人作品，進入潛伏期，並在2012年底至2013年初多次於香港被目擊而引起擁護者眾多揣測與討論，但隨後經由她在2013年4月4日參與傳道活動的談話中得知皇甫本人正在香港留學中。年底結束「無限女孩」錄製行程後無任何公開之演藝作品。2014年初結束香港語文學校留學生活歸國，同年3月31日個人網路服飾商店「보고싶다!BOGO!」正式成立；4月18日於首爾麻浦地區開設私密咖啡館「muah punctual」。

## 個人生活

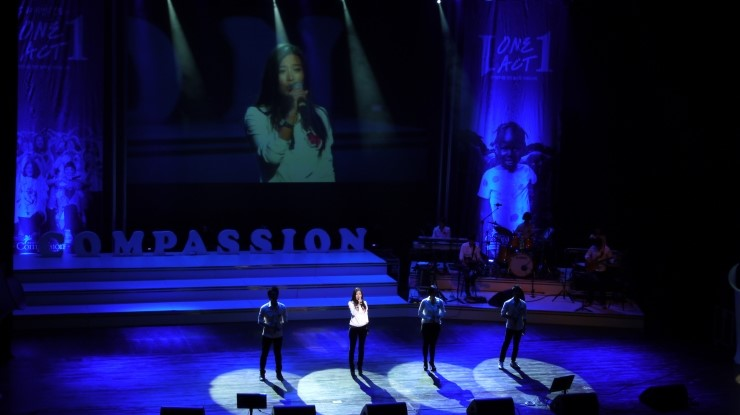
12.08.25 Korea CompassionBand ONE ACT Ecstatic confession

在情感方面，皇甫於Chakra時期就已大方公開感情狀態，在2003年11月的報導中證實因皇甫母親胃癌住院前往照顧的男子即是已相戀六年的男友，內容裡他自述與皇甫是在她高三那年相識，大一開始交往，並計畫在她轉型為演員後兩、三年結婚，而被記者稱讚為美男的他，身分是一名在江南一帶經商的三十代中堅實業家，然而這段被媒體譽為「純潔的愛情故事」最終在兩年後畫下句點。
此外，她也十分積極的參與社團活動，例如2003年加入韓國明星賽車隊《R-stars》並取得賽車駕照；2005年與眾多演藝人員共組摩托車團等。個人活動階段更是參與多樣具有意義的組織活動，她在2007年成為國際慈善機構Compassion的會員，翌年加入Compassion韓國分部所屬的音樂團體Compassion band （页面存档备份，存于），成為該團體靈魂人物；2011年起擔任韓國明星騎馬團《HORSTAR》副團長一職，並於隔年6月身兼韓國馬事會「KRA 騎馬 Healing Center」宣傳大使。
另在2011年入股沈泰允開設的韓國部隊火鍋專賣店「Shimson湯」就任弘益大學分店的社長職位。因此，她不僅是一名演藝人員也是位知名慈善家更是名成功的餐飲企業家。除此外，2014年她亦設立個人服飾品牌「보고싶다!BOGO!」與開設咖啡館「muah punctual」。
在2018年的《秘密姐姐》， 皇甫透露在2016年與香港男友相戀，進行遠距離戀愛。

## 重要事件

### 組合時期
- 1999年

10月5日，從當時由YG Entertainment與A&B Entertainment領軍的大型歌唱組合BROS(主14名歌手包含舞者總共62名)的第1輯《14 Guy Project Album》出道，在BROS裡有拉丁音樂的Roo'Ra(李尚民，高英旭，金靜賢，蔡麗娜)，嘻哈的Diva(Vicky，李敏景，Genie)，Trans的Chakra(皇甫惠貞，賢珠，寶拉，善紅)，黑人藍調節奏的Esther，Rap的Genie，X-Large，Bobby Kim，皇甫惠貞在此團體中擔任女Rap開始展露頭角。
- 2000年

3月2日，女子團體Chakra(皇甫惠貞，任善紅<藝名:李妮>，鄭麗媛，李京恩<藝名:李恩>)等4人正式成軍，一出道就大紅，囊括當年SBS、MBC、KMTV、MNET、金唱片獎項的新人獎，當年專輯是走多變的異國風並隨即發行五張專輯。
- 2001年

4月22日，團體Chakra應MBC電視台邀請參與節目《游擊演唱會 萬人召集》於清州大綜合運動場舉行，訂定目標應援人數為5000名，實際達成應援人數為8066名，人氣由此可見一斑。
- 2002年

5月，獲邀擔任國家保健服務部 禁菸大使。
- 2003年

加入韓國明星賽車隊 R-stars 並取得賽車駕照。
(代表：李世昌，隊員：柳時元，安在模，최재훈，이동훈，김광영，金俊熙，李花善，李承桓，차승환，皇甫，李正等)。
- 2005年

8月25日，經由報導得知皇甫與前偶像團體《太四子》隊長-金邢俊，김진표，高耀太-白佳，柳時元，金俊熙等，組成摩托車團，彼此有時間均會相邀出遊。
9月10日，參加綜藝節目時，因為偶像團體在節目中爭奪她，因此遭到無數ANTI，讓皇甫心裡受了很大的傷，因此在剛開始與金賢重合作中有肢體接觸時，會下意識的抗拒害怕肢體接觸。但他們兩個的自然演出得到很多人的喜愛。
- 2006年

女子團體Chakra解散。皇甫背負前經紀公司捲款潛逃所留下的債務並向銀行貸款。期間又與交往8年的男友分手，總總打擊使得其險患憂鬱症，幸而個性樂觀並靠著朋友幫助，才走出憂鬱陰霾。此階段的皇甫處於演藝空白期，獨自前往夏威夷親戚家渡過這段空白。

### 個人時期
- 2007年

3月3日，由13 Creative Uni企劃推出首張個人專輯<Lady in Black>(唱片發行Fantom Entertainment)。
7月，加入國際慈善機構Compassion開始每月一日的志願服務，定期到醫院，孤兒院，老人院等，進行志願服務，活動簡稱CAMP-J (Compassion band，Artist，Magician，Pierrot，Jesus )。
- 2008年

5月，皇甫惠貞與一眾韓國藝人到孟加拉共和國作出探訪並為該地人民進行慈善活動。
5月11日，出演韓國綜藝節目《我們結婚了》，與SS501隊長金賢重合作，稱為生菜夫婦，亦令她的演藝事業急升。
6月19日，皇甫惠貞與一眾韓國藝人到臺灣進行臺韓聯合耶穌佈道活動。
7月3日，以自由藝人身分(無經紀公司狀態)推出數位單曲《Gift For Him》(唱片發行LOEN Entertainment)。
- 2009年

1月23日，皇甫惠貞因O'LIVE TV邀請前往香港Bobby Brown彩妝參與化妝資格順練並順利取得化妝師資格。
3月，皇甫惠貞與一眾韓國藝人到海地作出探訪並為該地人民進行慈善活動。
5月16日，皇甫和宋恩伊、申奉仙、金信英、白寶藍、鄭佳恩等無限女孩第一季成員共同出發前往菲律賓錄製海外慈善節目內容。
轉入好朋友沈泰允(stay)個人獨立經紀公司Shimty company並到目前為止仍是shimty company旗下藝人。
7月13日，數位單曲《R2SONG》登上歐洲最大的House音樂網站Junodownload
7月28日，出席位於首爾汝夷島63大樓宇宙廳所舉行的“為了文化内容強國跳躍大討論會”（문화콘텐츠 강국 도약을 위한 대토론회）。
8月3日，《R2SONG》獲得House音樂網站Junodownload下載告示排行榜1位。
8月18日，專輯《R2SONG》中〈R2SONG〉MV因為穿著過暴露而被禁播。
9月15日，凌晨2點30分左右，前往地方拍攝《意外的財富》因大霧加上地面濕滑導致車輛失控發生意外，所幸並無大礙。
9月22日，下午3點半，主持《意外的財富》錄影途中發生頭部重擊地面意外，隨即中斷錄影前往醫院檢查，經醫院診斷後並無大礙即敬業地趕回錄影現場繼續拍攝。
11月20日，與志願服務團體Compassion Band及一眾韓國藝人為慈善活動合作〈Because of love〉一曲，皇甫飾演MV中的新娘。
- 2010年

2月6日，下午3點，在權相佑投資的彩妝保養品牌Natual Tears明洞店舉行皇甫愛好者簽名會。
6月，因參予本人主持之節目《好朋友》演出獲得 名譽消防隊員之榮譽。
9月3日-9月5日，皇甫惠貞於泰國舉行A Moment In Time With HwangBo（與皇甫共享的時光）慈善活動及粉絲見面會。
10月29日，發行數位單曲《我依然美麗》，以抒情曲風詮釋女性成熟戰勝失戀痛苦的心情，其MV獨特的拍攝方式令人驚艷。
- 2011年

2月4日，沈泰允及皇甫惠貞投資的韓國部隊火鍋專門店shimson湯(심슨탕)弘大店隆重開幕。
6月27日，與志願服務團體Compassion Band出發前往菲律賓為該地人民進行慈善活動（7月7日返韓）。
8月9日，經皇甫本人在twitter親証正式漢名為皇甫惠貞 皇(王)/甫(大)/惠(恩惠)/貞(忠貞)。
9月16日，皇甫惠貞出任韓國馬事會，藝人騎馬團（HORSTAR） 副團長一職。
11月21日，皇甫參與演出之韓國音樂劇《修女也瘋狂 NunSensation》下午3點演出場次收益全部捐款予慈善機構。
11月24日，出席由KRA馬事會贊助之公益團體主辦的KAR ANGEL泡菜分享愛心活動。
- 2012年

2月21日，出席在首爾鐘路區玉仁敎會前(駐韓的中國大使館對面)促求中國停止將逃離北韓的逃民遣送回北韓的人權活動。
3月28日，與節目《無限女孩 3》成員及製作群共同出發前往菲律賓錄製節目（3月31日返韓）。
6月25日，以韓國明星騎馬團《HORSTAR》副團長暨宣傳大使身份出席韓國“KRA 騎馬 Healing Center”啟動儀式。

## 音樂作品
皇甫惠貞自以組合Chakra出道後即十分密集的發行作品，Chakra時期每年均會發行一張原創的正規專輯，包含特別專輯一共有5張專輯，同時個人也參與其他組合的和聲。個人時期從2007年以來共發行一張原創的正規專輯與一張的迷你專輯，同時亦發行為數不少的單曲及合唱作品。下列為皇甫惠貞自組合時期至今發行的專輯與單曲等內容。
| 正規專輯 - 2000年 恨 - 2000年 RINGING GINGLE BELLS - 2001年 CHAKRA'CA - 2002年 CHAKRA 3 - 2003年 Tomato 合作專輯 - 2004年 Kiss In the Rain 2004 - 2004年 인연 (因緣) Kiss Ent. PJT Album | 正規專輯 - 2007年 Lady in Black 迷你專輯 - 2009年 R2song 單曲 - 2008年 Gift For Him - 2009年 無法相信的話 - 2010年 我依然美麗 |

合唱
- 2002年12月7日 엑스라지（X-Large）專輯《CHAPTER 2》[註 14]「WHO-WHO (Feat. 황보)[30]」
- 2008年11月13日 無限女孩 數位單曲《無限GIRLS歌手養成計畫》「想像」
- 2009年11月20日 Compassion Band 專輯《I Am Compassion》「사랑하기 때문에/因為愛」「혼자가 아니에요/你不孤獨」
- 2010年6月3日 Compassion Band 數位單曲《We Are Compassion》「We Are Compassion」
- 2010年12月15日 어깨동무 Family 數位單曲《好朋友 CHRISTMAS》「Love Christmas」

創作
- 2002年10月11日 Chakra 正規4輯《Tomato》「The Sign」作詞

## 影視作品
皇甫惠貞出道後即參與了多部電視劇、電影的演出。成名後，更是參與多樣地綜藝節目演出，並身兼數個娛樂與廣播節目的主持工作。

## 其他作品

### 音樂劇
- 2011年10月18日—12月18日 《修女也瘋狂 NunSensation》[註 15]
  - 特別公益場：2011年11月23日「場次全收益捐獻慈善機構」
  - 特別加場獻映：
2011年12月24日—2011年12月25日(光州)
2011年12月30日—2011年12月31日(全州)
2012年1月14日—2012年1月15日(龍仁)
2012年2月11日—2012年2月12日(順天)
2012年2月24日－2012年2月26日(濟州)【最終演出】

### 代言廣告
- 2000年 韓國服裝品牌《opt 002》[註 16]（與Chakra共同代言）
- 2000年 韓國化妝品牌《VOV》（與Chakra共同代言）
- 2001年 樂天製果《멜리치》[註 17]
- 2002年 韓國電信《SKtelecom TTL Ting》[註 18]（與高耀太成員申智共同代言）
- 2002年 ORION《와땅》》[註 19]
- 2003年 韓國服裝品牌《Jack＆Jill》
- 2003年 樂天七星健康飲料《Plus Minus》[31][註 20]（與鄭麗媛共同代言）
- 2003年 KOOKSOONDANG《百歲酒》[註 21]（與宋康昊共同代言）
- 2007年 Marie France《Marie France Body Line》形象代言人[32]
- 2008年 韓國知名化妝品牌《Dr.Jart+ （页面存档备份，存于）》
- 2008年 韓國明星服飾網路商店《Star Vista》（設計品牌《Beaucomb》）
- 2008年 Guess jeans 《Love your body》[33]（與金賢重、嚴正化、金廷恩、金喜善等韓星共同參與）
- 2009年 國際知名化妝品牌《嬌蘭GUERLIAN 紅寶之吻 水曜光唇膏》[註 22]
- 2009年 韓國乳癌紅絲帶活動
- 2009年 韓國服飾品牌《SS Lavelle Uniform》
- 2012年 韓國彩妝品牌《SONNPARK》珍珠面膜[34]
- 2014年 香港屈臣氏電視廣告 - 盡心盡本分(藥劑師篇)

### MV演出
- 1999年 Bros《WINWIN》《Dejavu》
- 2004年 JNC《But》
- 2004年 Ciel《Another day》
- 2008年 無限女孩《想像》
- 2009年 컴패션 밴드(compassion band)《因為愛》
- 2009年 어깨동무 CHRISTMAS 《Love Christmas》[註 23]

### 走秀
- 2003年9月23日 Levi's DANCE時尚秀[35]（與Chakra成員共同參與）
- 2005年6月6日 電影《A Bold Family（朝鲜语：간 큰 가족）》特別首映會暨（假想）南北統一紀念時尚秀[36]（新聞報導影片）
- 2008年12月12日 弱勢團體成果分享基金會希望工廠慈善時尚秀（與吳智昊，趙東赫共同參與[37]）
- 2008年10月26日 第2屆 FUBU Creative Festival（與Crown J（朝鲜语：크라운 제이）共同參與[38]）
- 2009年3月29日 2009春季首爾Fashion week(F/W 09/10)（與無限女孩1主持群共同參與[39]）
- 2009年6月2日 Friends of Compassion記者見面會（與公益團體Compassion Band成員共同參與[40]）
- 2012年4月27日 Renovatio副牌BRIDE SON YUN HUI上市婚紗秀（與無限女孩3主持群共同參與[41]）

### 公演
| 2008年－2013年                                                                      | 2008年－2013年                                     | 2008年－2013年                          | 2008年－2013年                                                                                             | 2008年－2013年                                                                                             |
| ----------------------------------------------------------------------------------- | -------------------------------------------------- | --------------------------------------- | --- | --- |
| 日期                                                                                | 活動名稱                                           | 地點                                    | 備註 | 備註 |
| 2013年2月24日                                                                       | 為預防自殺開放講座音樂會- Lean On Me               | 美國紐約Reception House                 | 活動為藉由爵士樂進行家族親子間的溝通與對話 公演時間：晚間6點 地址:167-17 Northern Blvd Flushing, NY        | 基督教青年會及演出經紀機構主辦 與宋恩伊一同出演                                                            |
| 2013年2月23日                                                                       | 媽媽也是少女                                       | 美國紐約Flushing Town Hall              | 專門為移民紐約的韓籍母親們獻上表演與對話 公演時間：晚間7點30分 地址：137-35 Nothern Blvd Flushing, NY      | 基督教青年會及演出經紀機構主辦 與宋恩伊一同出演                                                            |
| 2012年12月27日                                                                      | Baby Box 贊助之夜                                  | 韓國History cafe（히스토리카페）        | 目的為幫助被遺棄的嬰兒們，參與演出： 孫志昌、朱永勳、李在龍、柳好貞、Brown Eyed Girls的Jea                 | 目的為幫助被遺棄的嬰兒們，參與演出： 孫志昌、朱永勳、李在龍、柳好貞、Brown Eyed Girls的Jea                 |
| 2012年11月2日                                                                       | 第八屆 黎明的日子 《我們是統一樹》                 | 韓國世宗大學音樂廳                      | 目的為激勵脫北的青少年們 公演時間：晚間7點                                                                 | 目的為激勵脫北的青少年們 公演時間：晚間7點                                                                 |
| 2012年11月1日                                                                       | Compassion 60周年 感謝禮拜 《我也是，一名Swanson》 | 韓國良才 온누리敎會                     | 公演時間：晚間7點30分                                                                                      | 公演時間：晚間7點30分                                                                                      |
| 2012年8月11日                                                                       | 光復67周年紀念演唱會-美好的談話與歌曲              | 美國Fullerton 韓國恩惠堂                | 公演時間：晚間7點 地址 1645 West Valencia Drive Fullerton, CA 92833                                        | 與李善美、朴美善、宋恩伊等一同出演 奧蘭治縣基督教科學技術院傳道聯誼會主辦                                  |
| 2012年8月12日                                                                       | 光復67周年紀念演唱會-美好的談話與歌曲              | 美國LA 愛的教會                         | 公演時間：下午2點 地址 1111 West Sunset Boulevard Los Angeles, CA 90012                                    | 與李善美、朴美善、宋恩伊等一同出演 奧蘭治縣基督教科學技術院傳道聯誼會主辦                                  |
| 2012年8月12日                                                                       | 光復67周年紀念演唱會-美好的談話與歌曲              | 美國Rowland Hts 南加州主的教會          | 公演時間：晚間7點 地址 1747 S. Nogales St. Rowland Hts, CA 91748                                           | 與李善美、朴美善、宋恩伊等一同出演 奧蘭治縣基督教科學技術院傳道聯誼會主辦                                  |
| 2012年5月13日 2012年9月16日                                                         | Compassion Sunday                                  | 蠶室“上帝的教會” 木洞地球村教會         | 關於Compassion Sunday介紹 https://web.archive.org/web/20120416001158/http://compassionsunday.com/about.php | 關於Compassion Sunday介紹 https://web.archive.org/web/20120416001158/http://compassionsunday.com/about.php |
| 2012年3月4日                                                                        | Cry with us演唱會                                  | 韓國首爾新村 延世大學100周年紀念館      | 公演時間：晚間7點 此為促求中國停止將逃離北韓的逃民遣送回北韓的請願演唱會                                   | 公演時間：晚間7點 此為促求中國停止將逃離北韓的逃民遣送回北韓的請願演唱會                                   |
| 2011年9月24日 2012年1月28日 2012年4月28日 2012年5月26日 2012年6月30日 2012年8月25日 | Compassion band 迷你演唱會 《恍惚的告白》          | 韓國compassion大樓                      | 《恍惚的告白》為韓國compaasion長期巡演的迷你演唱會名稱，此僅標示皇甫演出場次日期                           | 《恍惚的告白》為韓國compaasion長期巡演的迷你演唱會名稱，此僅標示皇甫演出場次日期                           |
| 2011年5月21日                                                                       | Let's Dance KOOBar                                 | 韓國KOOBAR                              | 參與演出： 李正，DJ WU ，DJ LALA， DJ kindergarten，皇甫，蔡妍，具俊曄                                     | 參與演出： 李正，DJ WU ，DJ LALA， DJ kindergarten，皇甫，蔡妍，具俊曄                                     |
| 2010年11月23日-27日                                                                 | Conpassion 釜山寫真展                              | 韓國釜山新世界                          | 下午2點、7點舉行公演，內容結合了compassion Band、popera歌手演出與伽迦琴演奏和compassion band成員時尚秀     | 下午2點、7點舉行公演，內容結合了compassion Band、popera歌手演出與伽迦琴演奏和compassion band成員時尚秀     |
| 2010年9月3日-5日                                                                    | A Moment In Time With HwangBo                      | 泰國Curve เอกมัยซอย 1                    | 9月3日 舉辦慈善活動及粉絲簽名會 9月4日 舉辦見面會                                                          | 9月3日 舉辦慈善活動及粉絲簽名會 9月4日 舉辦見面會                                                          |
| 2010年6月12日                                                                       | 足球世界盃 大韓民國 v.s 希臘 Compassion應援活動    | 韓國高麗大學化汀體育館                  | 下午3:00開始在化汀體育館外廣場戶外活動 下午6:30開始compassion band與Sean (YG歌手)的特別公演                | 下午3:00開始在化汀體育館外廣場戶外活動 下午6:30開始compassion band與Sean (YG歌手)的特別公演                |
| 2009年12月31日                                                                      | KOOBAR New-year's Eve Conparty                     | 韓國KOOBAR                              | 參與演出： 박미경，김건모，孫昊永(손호영)，皇甫，DJ PIE (DJ/Program)                                       | 參與演出： 박미경，김건모，孫昊永(손호영)，皇甫，DJ PIE (DJ/Program)                                       |
| 2009年10月14日                                                                      | 第14屆釜山電影節                                   | 韓國釜山                                | 表演嘉賓                                                                                                   | 表演嘉賓                                                                                                   |
| 2009年9月19日                                                                       | Y star Live Power Music                            | 韓國                                    | 參與演出： Jewelry，2AM，李泰宇，Mighty Mouse，皇甫，TEI                                                   | 參與演出： Jewelry，2AM，李泰宇，Mighty Mouse，皇甫，TEI                                                   |
| 2009年6月13日                                                                       | Techtonik之夜                                      | 美國紐約Circle NightClub                | Hwangbo in CIRCLE                                                                                          | Hwangbo in CIRCLE                                                                                          |
| 2009年6月2日-7日                                                                    | 2009 Friends of Compassion                         | 韓國首爾光化門藝術廳                    | 參與演出： 播報員－최윤영，作曲家－정재윤，歌手－皇甫、박찬，演員－車仁杓等                                | 參與演出： 播報員－최윤영，作曲家－정재윤，歌手－皇甫、박찬，演員－車仁杓等                                |
| 2009年2月13日                                                                       | Grand Open-Techtonik Party                         | 韓國富川 Club double（Jamzon Plaza B1） | 參與演出：具俊曄，皇甫，Wawa Dance 公演時間：晚間9點~凌晨6點                                               | 參與演出：具俊曄，皇甫，Wawa Dance 公演時間：晚間9點~凌晨6點                                               |
| 2008年9月20日                                                                       | 2008體驗飢餓24小時‘一頓飯’音樂會                   | 韓國成均館大學                          | 10月3日於SBS播出                                                                                           | 10月3日於SBS播出                                                                                           |
| 2008年8月23日                                                                       | 7 Stars＠Blue Spirit                               | 韓國華克山莊喜來登酒店River Park泳池    | 參與演出： 具俊曄，蔡妍，皇甫，Mighty Mouse，韓英，孫淡妃，李正                                            | 參與演出： 具俊曄，蔡妍，皇甫，Mighty Mouse，韓英，孫淡妃，李正                                            |
| 2008年6月19日-20日                                                                  | Love Sonate Taipei 台北愛的戀歌佈道會              | 臺灣台北小巨蛋                          | 參與演出： 車仁杓，韓惠珍，柳承俊，皇甫等韓藝人 CGNTV錄影撥出                                              | 參與演出： 車仁杓，韓惠珍，柳承俊，皇甫等韓藝人 CGNTV錄影撥出                                              |

## 獎項

### 頒獎典禮獎項
組合時期詳閱：Chakra獲獎列表
- 2008年11月12日 第15屆 大韓民國 演藝藝術賞 DANCE歌手賞
- 2008年12月29日 MBC 放送演藝大賞 「Best couple獎」及「特別獎」（與金賢重）
- 2009年11月30日 第17屆 大韓民國 文化演藝大賞 歌謠部門 10代 歌手賞
- 2010年10月20日 第9屆 全韓志願者活動服務大會 長官賞 （代表所在公益組織COMPASSION BAND領取 ）

### 音樂節目獎項
| 年份   | 日期    | 電視台 | 節目名稱 | 組合名稱 | 獲獎歌曲 | 排名               |
| ------ | ------- | ------ | -------- | -------- | -------- | ------------------ |
| 2001年 | 4月29日 | SBS    | 人氣歌謠 | Chakra   | 끝(End)  | 一位(Mutizen Song) |

## 事業
皇甫惠貞與沈泰允共同投資開設韓國[部隊鍋|部隊火鍋]專賣店Shimson湯（심슨탕），在首爾（江南、弘大、建大、明洞）和慶尚南道地區（昌原）共設有5家分店。

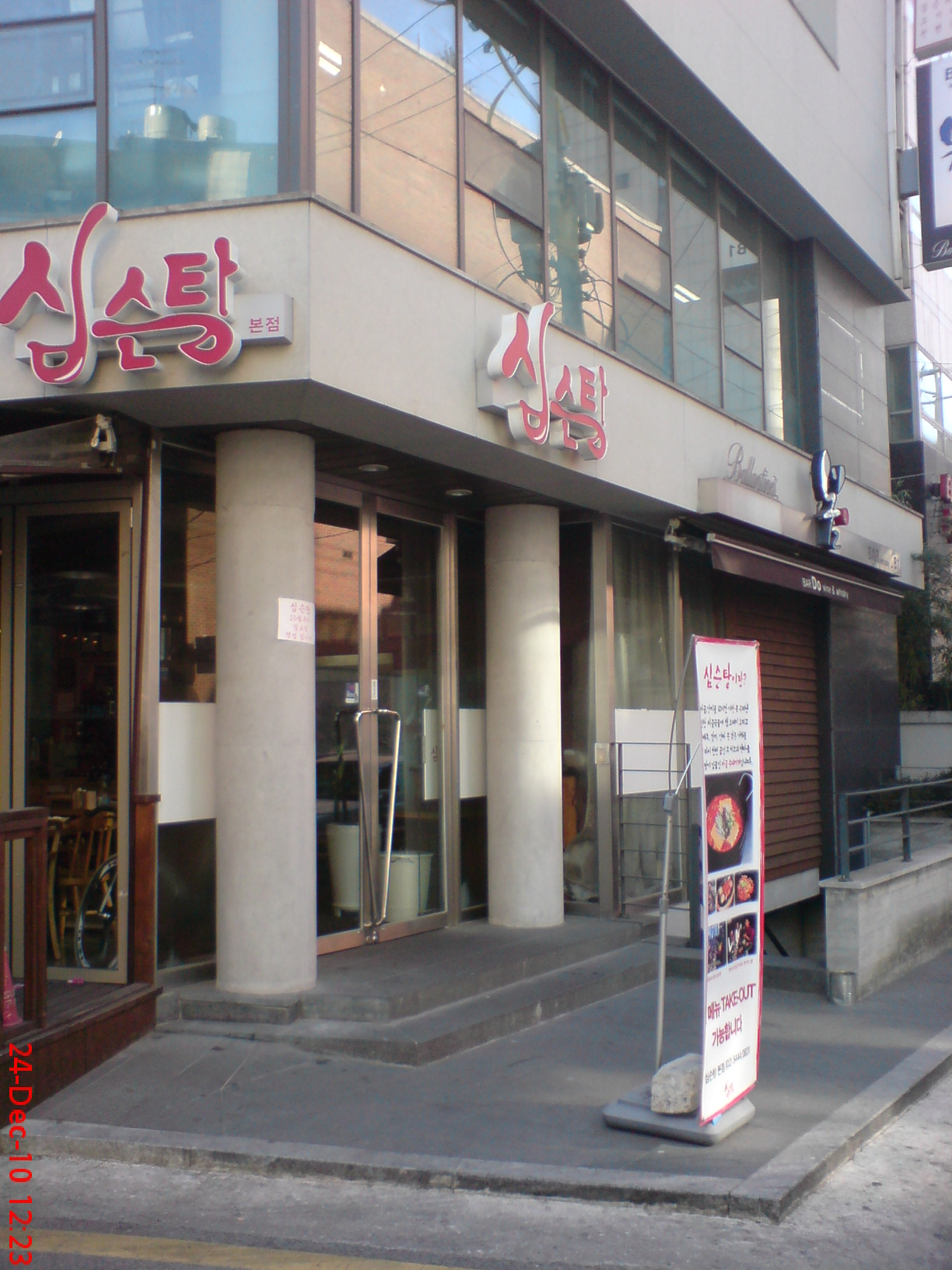
Shimson湯 論峴店 (遷址前外觀)
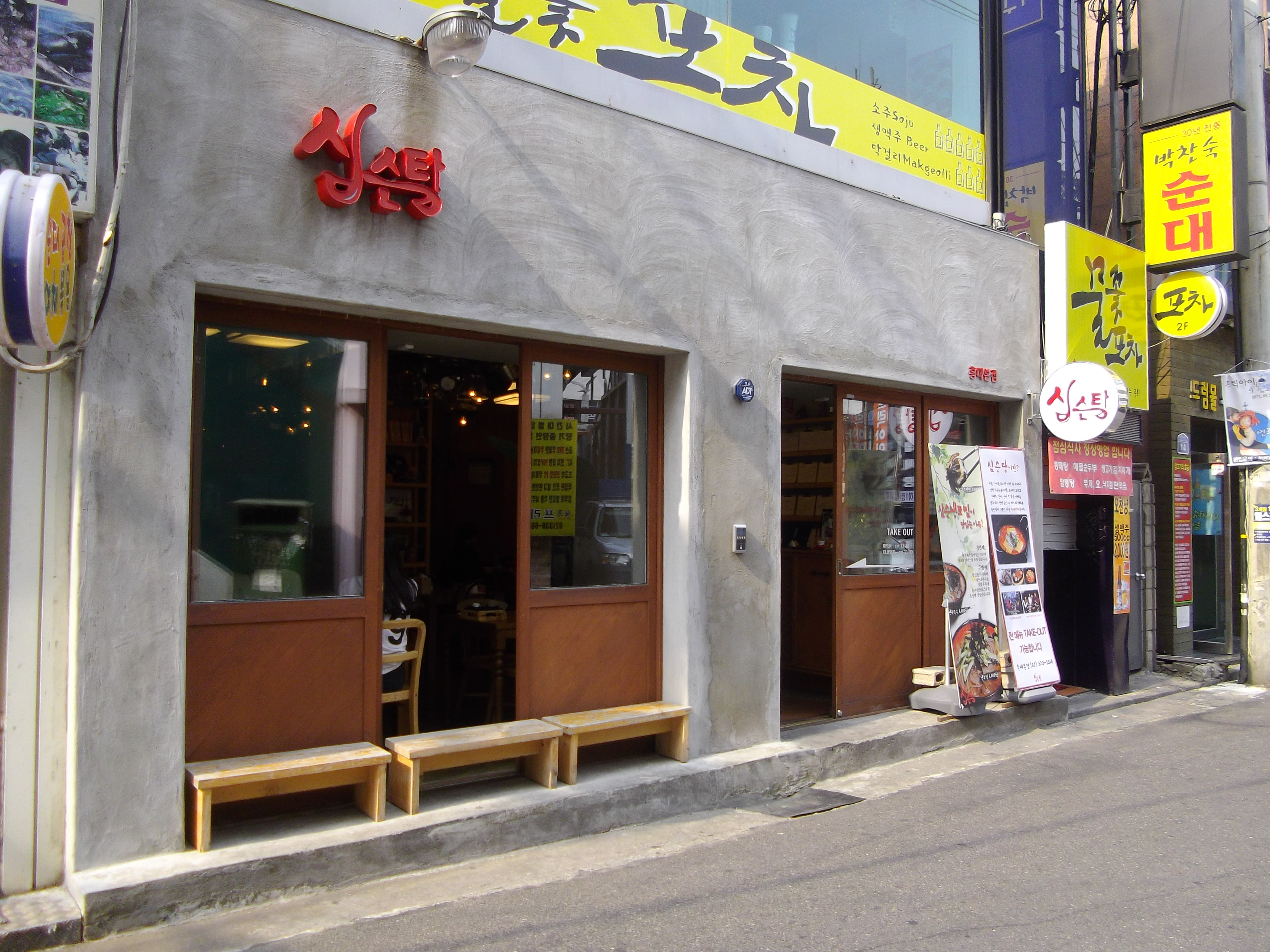
Shimson湯 弘大店
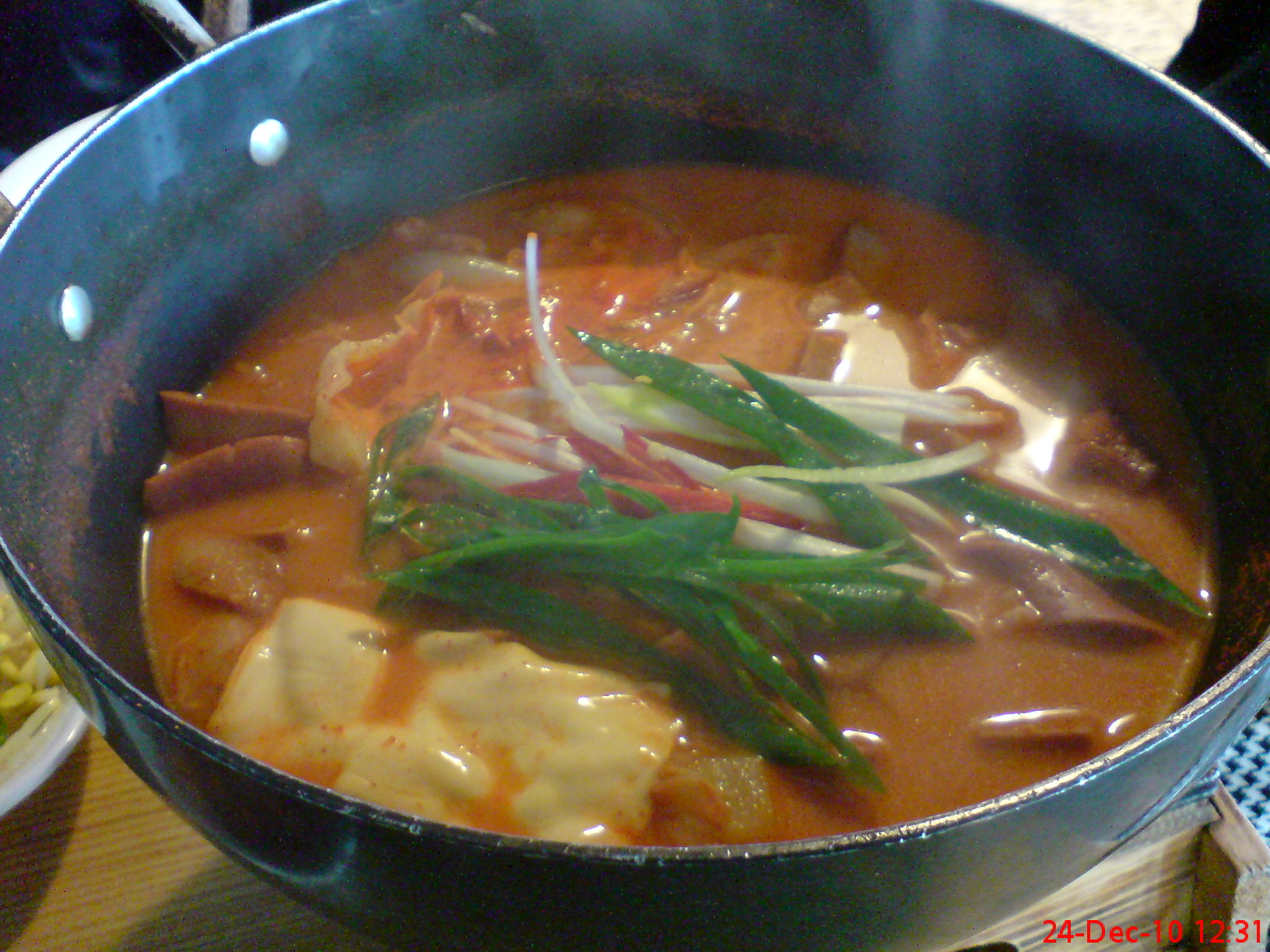
Shimson湯 實物

## 註解與參考文獻
註解
1. ↑  .   [2012-04-07]. （原始内容存档于2014-12-11）.
2. ↑  2000年更名為서일정보산업고등학교(瑞逸情報産業高等學校)
3. ↑  .   [2011-11-12]. （原始内容存档于2011-01-22）.
4. 1 2  2008年MBC黃金漁場明星廣播，2009年中國新浪獨家專訪，2010年泰國粉絲見面會，2009年SBS金正恩的巧克力，2009年KBS美女們的嘮叨，2010年CTS訪問等
5. ↑  由韓國馬事會KRA所贊助成立之社團
6. ↑  為了治療情緒行為障礙 ADHD、校園暴力、被孤立者、遊戲中毒及品性障礙的兒童青少年，小兒青少年所成立
7. ↑  2000年的1輯-한，聖誕專輯-Ringing Gingle Bells，2001年的2輯-CHAKRA'S CA，2002年的3輯-Chakra 3，2003年的4輯-Tomato
8. ↑  2011年11月皇甫於《男子的資格》節目上表示騎摩托車資歷已達10年
9. ↑  Anti就是反對的意思也就是不喜歡某個明星的人。Anti組織的流行，是韓國娛樂圈的特有現象，雖然很多韓國明星很受歡迎，但是，他們在大多數韓國人的眼中並非什麼大人物，韓國人不會把他們看的很高，甚至有些人因為不理解為什麼有些明星那麼輕鬆就可以賺這麼多錢，而對明星很看不慣。此外，韓國Anti的組織流行的另一大原因是："韓流"雖然厲害，韓國的娛樂圈雖然熱鬧，但是韓國國內卻沒有狗仔隊，只有瘋狂的粉絲才會偷窺並偷拍自己喜歡的明星的私生活。因此，那些人氣越高，粉絲越多越瘋狂的明星，Anti粉絲也越多甚至有一些極端人士還在當紅明星身上用極端的手段發洩自己的情緒。以恐嚇傷害明星心理的超變態心理人群【如滴血刀子事件毒水事件都對明星造成了極大危害】。而皇甫遭受到Anti的狀況卻是偶像團體的粉絲們不滿地忌妒心作祟，節目播出之後網路上馬上出現超過20個Anti皇甫的網站，讓皇甫自出道以來從未有任何負面Anti的形象自此事件後瞬間瓦解，造成皇甫往後再面對偶像時行為舉止態度能低調便低調
10. ↑  經雜誌專訪得知負債已於2008年年底還清
11. ↑  KRA員工及韓國藝人騎馬團 副團長皇甫等藝人共350人參加了活動
12. ↑  約200位藝人與其他團體一同參與
13. ↑  6월 25일 개소식 행사사진[永久]
14. ↑  發行商：kingpin Entertainment
15. ↑  地點：韓國梨花女子大學三星館 （页面存档备份，存于），參與演出:宋恩兒，皇甫，혜은이，최우리，송상은，이주원等。
16. ↑  .   [2011-12-08]. （原始内容存档于2021-01-07）.
17. ↑  .   [2011-12-08]. （原始内容存档于2016-03-04）.
18. ↑  .   [2011-11-09]. （原始内容存档于2016-03-04）.
19. ↑  .   [2011-11-19]. （原始内容存档于2016-03-05）.
20. ↑  .   [2012-08-31]. （原始内容存档于2016-03-10）.
21. ↑  .   [2011-11-09]. （原始内容存档于2016-03-06）.
22. ↑  .   [2011-11-19]. （原始内容存档于2015-07-04）.
23. ↑  .   [2011-11-13]. （原始内容存档于2016-03-04）.
24. ↑  .   [2012-03-05]. （原始内容存档于2015-07-12）.
25. ↑  場地均不同，以此作為代稱

引用來源
1. ↑  . newsen. 2008-07-31 （韩语）.
2. ↑  . 2009-12-16  [2011-12-27]. （原始内容存档于2010-01-27） （韩语）.
3. ↑  . 2009-05-07 （韩语）.[永久]
4. ↑  . 2009-09-03 （韩语）.[永久]
5. 1 2  . 2009 （韩语）.[永久]
6. ↑  . 2009-11-05 （韩语）.[永久]
7. ↑  . sportsseoul. 2011-07-06. （原始内容存档于2011年9月7日） （韩语）.
8. ↑  . naver. 2007-02-23 （韩语）.
9. 1 2  . hankooki. 200706-30 （韩语）.
10. ↑  . 韓國國防日報. 2008-08-27  [2011-12-27]. （原始内容存档于2016-03-04） （韩语）.
11. ↑  . bntnews. 2008-08-24  [2012-09-12]. （原始内容存档于2016-03-04） （韩语）.
12. ↑  . MSN. 2009-08-24 （中文（臺灣））.[]
13. ↑  . 韓國經濟TV. 2010-09-17. （原始内容存档于2011年8月19日） （韩语）.
14. ↑  . newdaily. 2010-10-29  [2012-09-12]. （原始内容存档于2010-11-01） （韩语）.
15. ↑  . sbs. 2011-08-30  [2012-09-12]. （原始内容存档于2015-06-01） （韩语）.
16. ↑  . Naver blog. 2013-04-04  [2013-06-08]. （原始内容存档于2014-04-07） （韩语）.
17. ↑  . 2014-04-01  [2014-04-01]. （原始内容存档于2014-04-07） （韩语）.
18. ↑  . sportsseoul. 2003-11-27 （韩语）.[永久]
19. 1 2  . Segye. 2005-08-25  [2011-11-25]. （原始内容存档于2021-01-07） （韩语）.
20. ↑  . busan. 2012-08-30  [2012-08-30]. （原始内容存档于2019-07-01） （韩语）.
21. ↑  . sohu. 2009-09-15  [2011-11-08]. （原始内容存档于2013-01-05） （中文（简体））.
22. ↑  . starnews. 2009-09-22  [2011-12-10]. （原始内容存档于2016-03-04） （韩语）.
23. ↑  . 韩国中央日报中文网. 2009-10-26  [2012-08-30]. （原始内容存档于2016-03-04） （中文（中国大陆））.
24. ↑  . sportsworld. 2011-09-16 （韩语）.[永久]
25. ↑  . cnbnews. 2011-11-21 （韩语）.[永久]
26. ↑  . sports chosun. 2011-11-24  [2011-11-24]. （原始内容存档于2016-03-05） （韩语）.
27. 1 2  . NewDaily. 2012-02-21  [2012-02-22]. （原始内容存档于2021-01-07） （韩语）.
28. ↑  . 民視新聞. 2012-02-22 （中文（臺灣））.[永久]
29. ↑  . blog.naver. 2012-06-25  [2012-06-25]. （原始内容存档于2016-03-04） （韩语）.
30. ↑  . cyworld. 2012-05-11 （韩语）.
31. ↑  . sportsseoul. 2003-10-10 （韩语）.[永久]
32. ↑  . sports chosun. 2007-02-28  [2011-11-09]. （原始内容存档于2009-03-15） （韩语）.
33. ↑  . inews24. 2008-09-12  [2011-11-20]. （原始内容存档于2016-03-06） （韩语）.
34. ↑  . sonnparktv. 2012-11-06  [2012-11-08]. （原始内容存档于2016-04-14） （韩语）.
35. ↑  . naver. 2003-09-23  [2011-11-26]. （原始内容存档于2021-01-07） （韩语）.
36. ↑  . starnews. 2005-06-06  [2011-11-20]. （原始内容存档于2016-03-04） （韩语）.
37. ↑  . newsen. 2008-12-15  [2011-11-20]. （原始内容存档于2016-03-04） （韩语）.
38. ↑  . naver. 2008-10-26  [2011-11-22]. （原始内容存档于2021-01-07） （韩语）.
39. ↑  . sportsseoul. 2009-03-29 （韩语）.[永久]
40. ↑  . mknews. 2009-06-02 （韩语）.
41. ↑  . wefnews. 2012-04-27 （韩语）.[永久]
42. ↑  . newsnjoy. 2013-02-06  [2013-02-06]. （原始内容存档于2013-07-10） （韩语）.
43. ↑  . koreaheraldbiz. 2012-07-29 （韩语）.[永久]
44. ↑  . StarNews. 2012-03-04 （韩语）.

## 外部連結
- 皇甫惠貞官方後援會/論壇
- 皇甫惠貞的X（前Twitter）
- 皇甫惠貞 （页面存档备份，存于）在Instagram的頁面
- 皇甫惠貞的Facebook專頁
- 皇甫惠貞的Cyworld專頁
- MBC MUSIC CAMP官方頻道《Hwangbo》 （页面存档备份，存于）
- SBS 人氣歌謠 官方頻道《Hwangbo》 （页面存档备份，存于）
- MBC MUSIC CAMP官方頻道《Chakra》 （页面存档备份，存于）
- MBC MUSIC CAMP官方頻道《BROS》 （页面存档备份，存于）